# Bobby Brown
Robert Barisford "Bobby" Brown (Boston, 5 de febrero de 1969) es un cantante estadounidense de hip-hop, dance-pop, urban, new jack swing y R&B.

## Biografía
Fue una de las mayores estrellas del R&B a finales de los 80 y principios de los 90, popularizando el estilo musical new jack swing, que acercó al gran público con su álbum Don't be cruel y convirtió en la tendencia dominante en el R&B de principios de los 90. Pero conforme los gustos en el R&B fueron cambiando, llegó a ser más conocido por su vida privada (su matrimonio con Whitney Houston y sus problemas con la justicia) que por su música.
Nació el 5 de febrero de 1969 en Boston y empezó a cantar con sus compañeros de escuela Michael Bivins y Ricky Bell en 1978, formando el grupo New Edition, del que se separó en 1986 para iniciar su carrera solista. En 1987 publica su primer álbum en solitario, King of Stage, que, aunque logra un gran éxito con el sencillo Girlfriend, todavía está lejos del éxito que tendría posteriormente.
En 1989 Brown contribuyó con dos canciones a la banda sonora de Ghostbusters II, y también tuvo un cameo en la película. Liderando el álbum de la banda sonora, «On Our Own» se convirtió en otro sencillo entre los diez primeros para el cantante, llegando al número dos. El mismo año, una compilación de remix, Dance! ... Ya Know It!, fue lanzado, y encontró fanáticos en el Reino Unido, donde Brown tenía una base de admiradores y tuvo un gran éxito. En febrero de 1990 ganó el Premio Grammy por Mejor interpretación vocal masculina de R&B para el cuarto sencillo del álbum "Every Little Step". Don't Be Cruel también le valió a Brown dos American Music Awards, un Soul Train Music Award, y un People's Choice Award.
Fue con su segundo álbum Don't Be Cruel con el que logró el éxito masivo, ingresando a las diez primeras posiciones, sobre todo gracias al sencillo "My Prerogative".
En 1992, contrae matrimonio con la diva del R&B Whitney Houston, con quien tiene una hija llamada Bobbi Kristina Brown (1993). En este mismo año sale a la luz su nuevo álbum, Bobby, con unas ventas muy por debajo de su anterior disco. En 1993 es arrestado tras un concierto, iniciando una larga trayectoria de problemas legales, con las drogas y maritales que la prensa sensacionalista se encargó de airear.
En 1997 publica su cuarto álbum, Forever, un fracaso comercial no entrando siquiera en el Top 50. Entretanto, continúan sus problemas legales. En 2001 su quinto álbum no llega a ver la luz debido a que padeció una enfermedad. En 2002 vuelve a estar de actualidad debido a un dueto con Ja Rule y una nueva detención por posesión de marihuana.
El 24 de abril de 2007 se divorcia de Whitney Houston, obteniendo ella la custodia de su hija.
El 26 de julio de 2015 su hija Bobbi Kristina Brown fallece después de haber estado en coma inducido durante seis meses, Está enterrada en Fairview Cemetery, en Westfield, New Jersey, junto a la tumba de su madre y su abuelo John Russell Houston.

## Discografía
- King Of Stage (1986)
- Don't Be Cruel (1988)
- Bobby (1992)
- Forever (1997)
- The Masterpiece (2012)

## Colaboraciones
- Damian Marley "Beautiful" (Welcome to Jamrock, 2005)
- Ja Rule "Thug Lovin" (Murder Inc, 2003)